# PKP-Baureihe E05
Die Lokomotiven der Baureihe E05 (ab 1958: EU20) waren Universal-Elektrolokomotiven der Polnischen Staatsbahnen (PKP).

## Geschichte
Mangels etablierter landeseigener Produktion von Elektrolokomotiven waren die PKP in den 1950er Jahren auf Importe angewiesen. Bereits ab 1954 wurde vom VEB Lokomotivbau Elektrotechnische Werke „Hans Beimler“ Hennigsdorf die Baureihe E04 (später als Baureihe EU04 bezeichnet), eine vierachsige Universallokomotive, beschafft. 1955 wurde auf Basis der E04 eine sechsachsige Variante als E05 entwickelt. Der Aufbau war entsprechend länger, die Motoren der E04 wurden übernommen, die Drehgestelle wurden dreiachsig ausgeführt. Die E05-01 war die erste sechsachsige Elektrolokomotive der PKP.
1956 begann die Serienfertigung der E05. Bis 1958 wurden insgesamt 34 Lokomotiven gebaut. Zur besseren Unterscheidung der sechsachsigen Elektrolokomotiven erfolgte die Umzeichnung der Baureihe in EU20. Während vierachsige Lokomotiven aus verschiedenen Ländern importiert wurden, blieben die EU20 die einzigen Importe sechsachsiger Elektrolokomotiven. Als Nachfolger wurde ab 1957 die Baureihe ET21 bei Pafawag gebaut.
Die EU20 waren während ihrer gesamten Betriebszeit in Piotrków Trybunalski beheimatet. Sie wurden überwiegend im Güterzugdienst eingesetzt. Die Ausmusterung erfolgte von 1976 bis 1981, EU20-24 blieb im Eisenbahnmuseum Warschau erhalten.